# 沼田良
沼田 良（ぬまた まこと、1950年6月30日-）は、日本の行政学者。専門は行政学、地方自治論。今村都南雄門下。2006年頃までのペンネームはNUMATA　Ryo。

## 略歴
1950年、北海道生まれ。1975年、中央大学法学部政治学科卒業。1979年、中央大学大学院法学研究科修了。1978年、国立国会図書館調査員。2000年、作新学院大学総合政策学部教授。2011年、東洋大学法学部・東洋大学大学院法学研究科教授、2016年～現代行政研究所代表、2018年～大和大学政治経済学部教授。

## 研究対象
行政学、地方自治論が専門で、特に市民参加・協働、自治基本条例について研究。地方分権や道州制、議会基本条例なども研究。この他、外国（スイス、イギリス、アメリカ、オランダなど）の地方自治制度も研究対象にしている。

## 著書

### 単著
- 『地方分権改革』（公人社,1994年）ISBN 978-4-906430-46-8
- 『市民の政府』（公人社,2000年）ISBN 978-4-906430-70-3

### 共著
- 神野直彦（研究会主査）共著『良い社会の公共サービスを考える』（良い社会をつくる公共サービスを考える研究会,2006年）
- 今村都南雄, 武藤博己, 佐藤克廣,南島和久共著『ホーンブック基礎行政学』（北樹出版,2006年初版・2009年改訂版・2015年第3版）ISBN 978-4-7793-0182-7
- 安藤愛共著『住民自治 再構築』（北樹出版,2015年）ISBN 978-4-7793-0446-0

### 訳書
- P.ジョン『西欧における地方ガバナンス』（自治総合センター,2005年）

## 心の師
大学院生の頃から、当時まだ助教授だった今村都南雄先生を尊敬していた。後に、先生の『行政の理法』の書評を書くようにと雑誌社から依頼がきた。勇み足で誤字を指摘したところ、数カ月後、研究会に呼ばれコワゴワ参加したが歓迎してくれた。それをきっかけに、長い付き合いが始まり、いつの間にか心の師の門下生となっていた（沼田談）。

## 参考・外部リンク
- 法学部ゼミ紹介(沼田ゼミ)|東洋大学
- 鹿沼市行政懇談会 作新学院大学総合政策学部 沼田良教授

- 安藤愛共著　2016年2～4月号「自治基本条例の現段階と可能性（上）（中）（下）」自治総研

- 現代行政研究所ホームページ